# John Lander

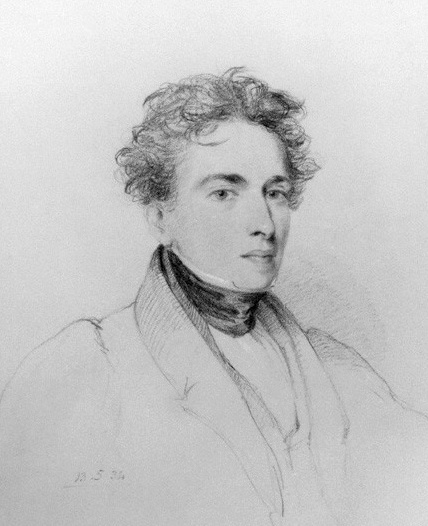
John Lander

John Lander (* 29. Dezember 1806 in Truro, Cornwall; † 6. November 1839 in London) war ein englischer Afrikaforscher.
Lander, der das Handwerk des Buchdruckers erlernt hatte, war der jüngere Bruder des Afrikaforschers Richard Lemon Lander.
Diesen begleitete er 1830–1831 auf dessen zweiter Expedition nach Westafrika, welche die Forschungen Hugh Clappertons vollenden und den Lauf des Nigers klären sollte.
Am 22. März 1830 landeten sie in Badagry, Nigeria, und folgten dem Niger von Bussa bis zum Golf von Guinea, reisten dann – dem Fluss folgend – 160 km weit ins Inland hinein und erforschten schließlich den Benue und das Nigerdelta. Damit war der Verlauf des Niger endgültig entdeckt und den jahrtausendealten Mythen, die sich wegen der Halbmondform des Flusses gebildet hatten, ein Ende bereitet. 1831 kehrten die Reisenden nach England zurück. Die beiden Brüder wurden vom britischen König William IV. zur Audienz nach Windsor Castle geladen und in Truro errichtete man ihnen zu Ehren eine große Gedenksäule.
John Lander kehrte, im Gegensatz zu seinem Bruder Richard, nie wieder nach Afrika zurück. Er nahm eine Arbeitsstelle beim Zoll an und starb 1839 an den Folgen einer Infektion, die er sich während der Expedition zum Niger zugezogen hatte.